# Rhyssemus senegalensis
Rhyssemus senegalensis är en skalbaggsart som beskrevs av Rudolph Petrovitz 1972. Rhyssemus senegalensis ingår i släktet Rhyssemus och familjen Aphodiidae. Inga underarter finns listade i Catalogue of Life.